# 山茉莉芹属
山茉莉芹属（学名：Oreomyrrhis）是伞形科下的一个属，为多年生、簇生草本植物。该属共有约23种，分布于美洲、大洋洲、亚洲南部。

## 下属物种
- 山茉莉芹 Oreomyrrhis involucrata Hayata
- 台湾山茉莉芹 Oreomyrrhis taiwaniana Masamune